# Piotr Więcek

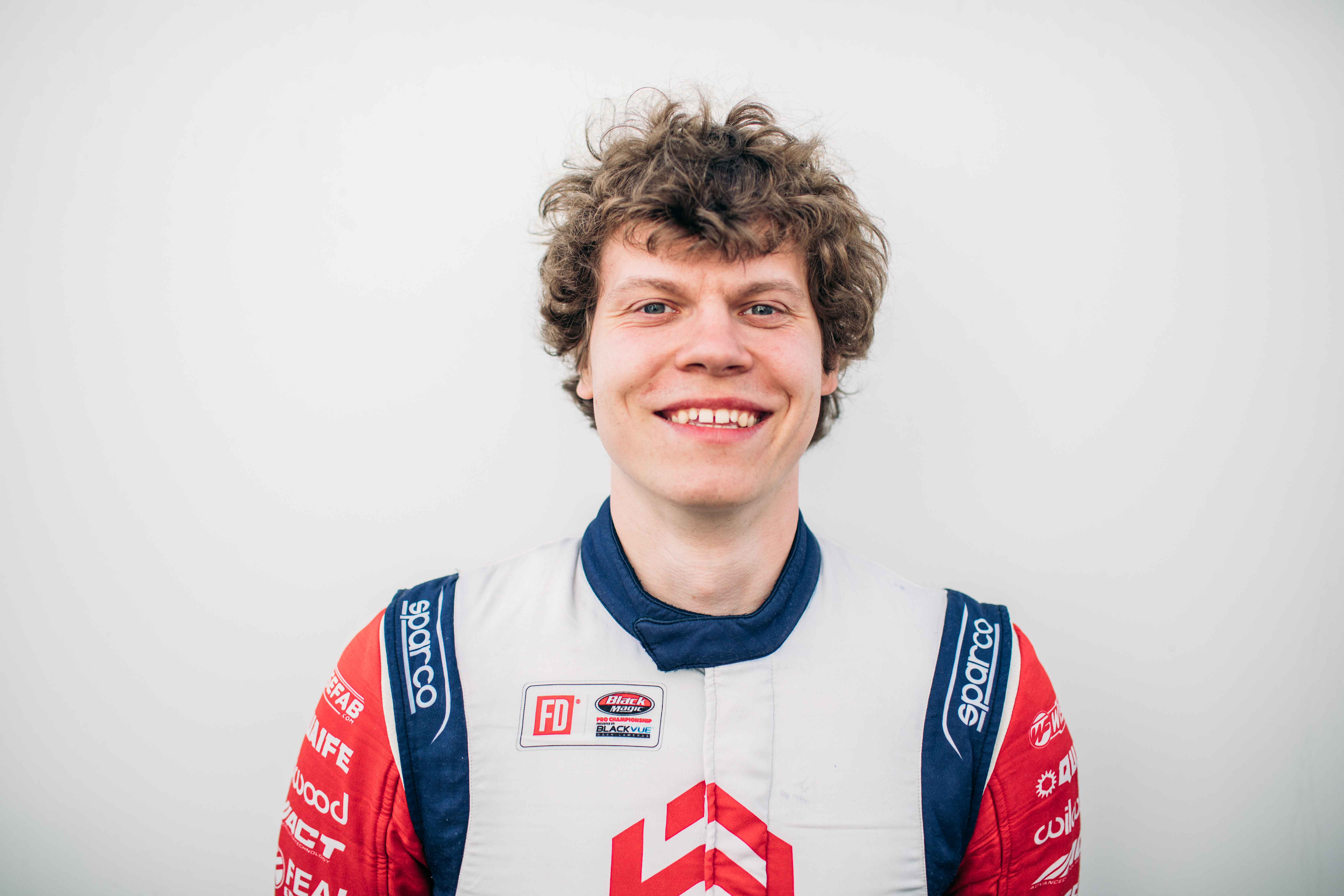
Piotr Więcek, polnischer Driftfahrer

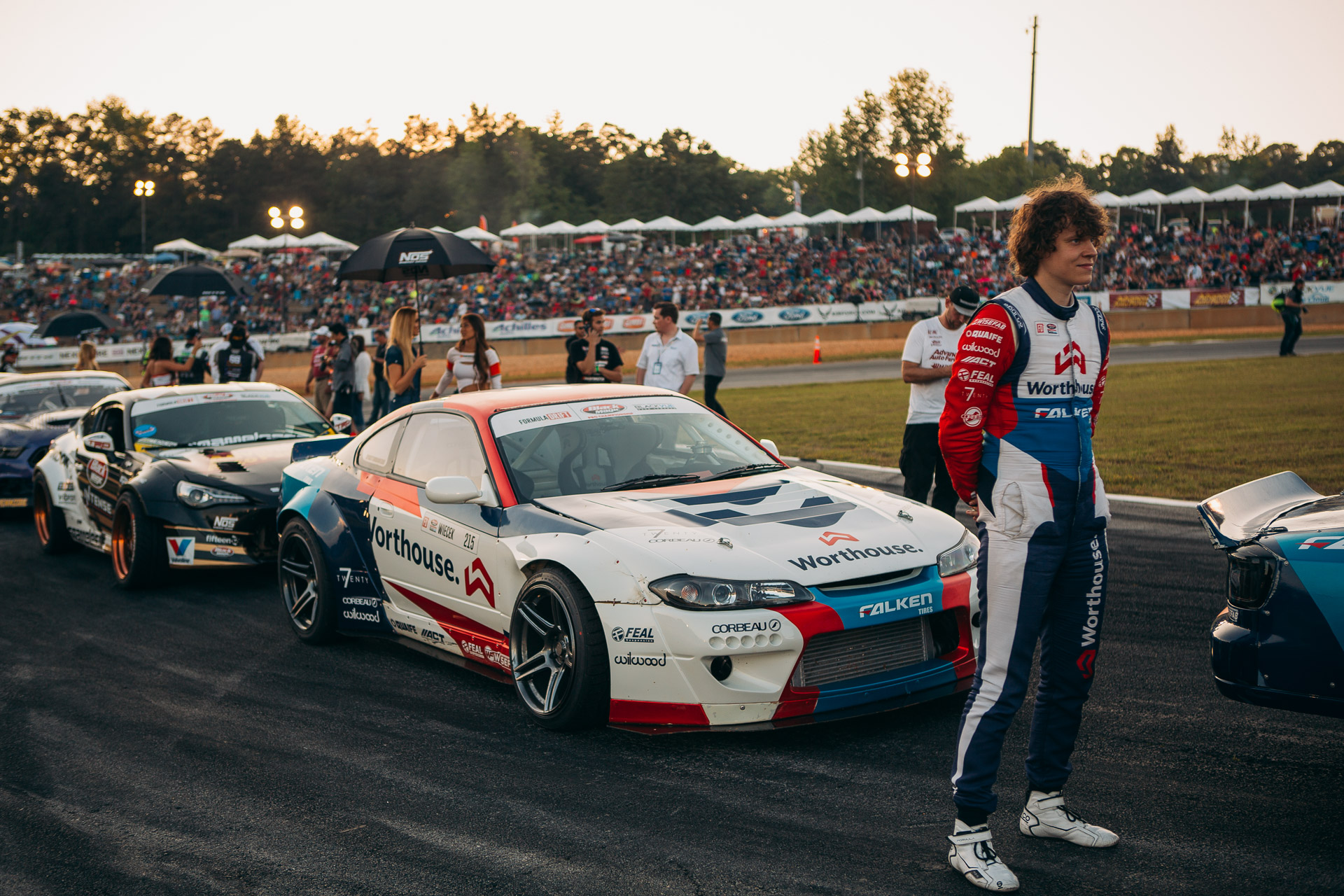
Piotr Więcek, Formula-Drift-Wettbewerbe, Atlanta 2017

Piotr Więcek (* 27. Juli 1990 in Płock) ist ein polnischer Driftfahrer, zurzeit Mitglied des Worthouse Drift Teams.

## Lebenslauf
Verbunden mit dem driftenden Milieu seit 2010 schloss Więcek 2011 einen Vertrag mit dem Budmat Auto RB Team ab, das später in Budmat Auto Drift Team umbenannt wurde. Er wird mit gelben Nissan-Fahrzeugen – vor allem den Modellen 200SX und Skyline R34 – assoziiert. Im Lauf seiner Karriere errang er dreimal den Titel des europäischen Meisters der Drift-Masters-Grand-Prix-Driftliga – 2014, 2015 und 2016.
Im Jahr 2017 wurde er Mitglied des Worthouse Drift Teams. Zusammen mit seinem Teamkollegen James Deane startete er in WDT-Farben in der Formula Drift (FD), die als beste Driftliga der Welt gilt und deren Veranstaltungen in den USA organisiert werden.
Piotr Więcek beendete die Saison 2017 in der Formula Drift mit dem Titel des besten Nachwuchsfahrers des Jahres 2017 und gewann als einer von nur drei Fahrern in der Geschichte der FD in der ersten Saison der Starts eine einzige Runde.

## Sportliche Erfolge
Saison 2011
- 5. Platz – Polnische Meisterschaften im Driften – Rennbahn Posen (Nissan 200SX S14)

Saison 2012
- 4. Platz – Polnische Meisterschaften im Driften – Płock Orlen Arena (Nissan 200SX S14)[2]
- 6. Platz – Polnische Meisterschaften im Driften – Kielce, Kupferbergbahn (Nissan 200SX S14)

Saison 2013
- 2. Platz – Polnische Meisterschaften im Driften – Rennbahn Posen (Nissan 200SX S14)

Saison 2014
- 1. Platz – Drift Allstars – London Stratford Olympic Ground (Nissan 200SX S14)[3]
- 4. Platz – Polnische Meisterschaften im Driften – Kielce, Kupferbergbahn (Nissan 200SX S14)
- 1. Platz – Polnische Meisterschaften im Driften – Rennbahn Posen (Nissan 200SZ S14)
- 1. Platz in der Gesamtwertung – Drift Masters Grand Prix (Nissan 200SX)[4]

Saison 2015
- 1. Platz in der Gesamtwertung – Drift Masters Grand Prix (Nissan 200SX)[4][5]

Saison 2016
- 2. Platz – Drift Allstars – EuroSpeedway Lausitz (Nissan Skyline)[6]
- 1. Platz in der Gesamtwertung – Drift Masters Grand Prix (Nissan 200SX)[4]

Saison 2017
- 3. Platz – 3. Runde des Drift Masters Grand Prix (Nissan Skyline)
- 1. Platz – 8. Runde der Irwindale-Drift-Formel, Kalifornien, USA (Nissan S15)

Saison 2018
- 3. Platz – 1. Runde der Drift-Long-Beach-Formel, Kalifornien, USA (Nissan S15)[7]
- 1. Platz – 1. Runde Motegi Super Drift Challenge 2018, Long Beach, Kalifornien, USA (Nissan S15)
- 1. Platz – 2. Runde Motegi Super Drift Challenge 2018, Long Beach, Kalifornien, USA (Nissan S15)[8]
- 5. Platz – 2. Runde der Drift-Orlando-Formel, Florida, USA (Nissan S15)
- 4. Platz – 3. Runde der Drift-Atlanta-Formel, Georgia, USA (Nissan S15)
- 3. Platz – 5. Runde der Drift-Monroe-Formel, Washington, USA (Nissan S15)
- 4. Platz – 6. Runde der Driftformel, St. Louis, Illinois, USA (Nissan S15)
- 4. Platz – Red Bull Drift Shifters, Liverpool, England (Nissan Skyline)[9]